# Liste der Baudenkmäler in Aufderhöhe
Die Liste der Baudenkmäler in Aufderhöhe enthält die denkmalgeschützten Bauwerke auf dem Gebiet von Solingen-Aufderhöhe, Stadtbezirk Ohligs / Aufderhöhe / Merscheid, in Nordrhein-Westfalen (Stand: 1. Juli 2022). Diese Baudenkmäler sind in der Denkmalliste der Stadt Solingen eingetragen; Grundlage für die Aufnahme ist das Denkmalschutzgesetz Nordrhein-Westfalen (DSchG NRW).

## Baudenkmäler
| Bild           | Bezeichnung               | Lage                                                             | Beschreibung | Bauzeit                                            | Eingetragen seit                   | Denkmal- nummer |
| -------------- | ------------------------- | ---------------------------------------------------------------- | --- | -------------------------------------------------- | ---------------------------------- | --------------- |
| weitere Bilder | Wohnhaus                  | Aufderhöhe Aufderbech 7 Karte                                    | Großer, teilweise verschieferter Fachwerkkomplex mit Anbauten, eine bauliche Einheit mit Aufderbech 11, 13, zur Hofschaft Aufderbech gehörig |                                                    | 30. März 1987                      | 788             |
| weitere Bilder | Wohnhaus                  | Aufderhöhe Aufderbech 11 Aufderbech 13 Karte                     | Großer, teilweise verschieferter Fachwerkkomplex mit Anbauten, eine bauliche Einheit mit Aufderbech 7, zur Hofschaft Aufderbech gehörig |                                                    | 16. Dezember 1986 5. Dezember 1986 | 663 664         |
| weitere Bilder | Wohnhaus                  | Aufderhöhe Aufderbech 16 Karte                                   | Zweigeschossiges Fachwerkgiebelhaus mit Putzsockel, Andreaskreuzen im Fachwerk und verbretterten Giebelfeldern, zur Hofschaft Aufderbech gehörig |                                                    | 5. Dezember 1986                   | 665             |
| weitere Bilder | Wohnhaus                  | Aufderhöhe Aufderbech 22 Karte                                   | Schmales, eingeschossiges Fachwerkgebäude mit Putzsockel und Satteldach, zur Hofschaft Aufderbech gehörig |                                                    | 5. Dezember 1986                   | 666             |
| weitere Bilder | Wohnhaus                  | Aufderhöhe Aufderbech 24 Karte                                   | Zweigeschossiges Fachwerkhaus, zur Hofschaft Aufderbech gehörig |                                                    | 8. Dezember 1986                   | 667             |
| weitere Bilder | Wohnhaus                  | Aufderhöhe 3, 3a Karte                                           | Zweigeschossiges Fachwerkdoppelhaus, zur ehemaligen Hofschaft Aufderhöhe gehörig | um 1800                                            | 4. Dezember 1986                   | 668             |
| weitere Bilder | Wohnhaus                  | Aufderhöhe 4 Karte                                               | Zweigeschossiges Fachwerkhaus mit Krüppelwalmdach in sechs Achsen, zur ehemaligen Hofschaft Aufderhöhe gehörig | um 1745                                            | 8. Dezember 1986                   | 669             |
| weitere Bilder | Wohnhaus                  | Aufderhöhe Aufderhöher Straße 117, 117a Karte                    | Zweigeschossiges Fachwerkhaus mit Putzsockel und Krüppelwalmdach, zur ehemaligen Hofschaft Aufderhöhe gehörig |                                                    | 14. März 1985                      | 612             |
| weitere Bilder | Wohnhaus                  | Aufderhöhe Aufderhöher Straße 117b Karte                         | Zweigeschossiges Fachwerkhaus mit Putzsockel, Krüppelwalmdach und Schleppdachanbau, zur ehemaligen Hofschaft Aufderhöhe gehörig |                                                    | 19. März 1985                      | 613             |
| weitere Bilder | Bergischer Hof            | Aufderhöhe Aufderhöher Straße 132 Karte                          | Zweigeschossiges Schieferhaus mit rückwärtigen Saalanbau in Sichtfachwerk | um 1840 (Schieferhaus) um 1870 (Saalanbau)         | 9. Oktober 1984                    | 64              |
| weitere Bilder | Wohnhaus                  | Aufderhöhe Friedenstraße 141 Karte                               | Eingeschossiges, traufenständiges Fachwerkhaus mit Satteldach, zur ehemaligen Hofschaft Siebels gehörig | 1. Viertel 19. Jhdt.                               | 5. Dezember 1986                   | 653             |
| weitere Bilder | Wohnhaus                  | Aufderhöhe Hermann-Hesse-Weg 14 Karte                            | Kleines, zweigeschossiges Fachwerkhaus mit Satteldach, zur Hofschaft Heipertz gehörig |                                                    | 8. Dezember 1986                   | 691             |
| weitere Bilder | Wohnhaus                  | Aufderhöhe Hermann-Hesse-Weg 15 Karte                            | Zweigeschossiges Fachwerkhaus mit Putzsockel und Satteldach, bestehend dem rechten Gebäudeteil, der später links erweitert wurde, zur Hofschaft Heipertz gehörig | um 1750 (rechter Teil), Anf. 19. Jh. (linker Teil) | 8. Dezember 1986                   | 692             |
| weitere Bilder | Wohnhaus                  | Aufderhöhe Hermann-Hesse-Weg 18 Karte                            | Zweigeschossiges Fachwerkhaus mit Putzsockel, Satteldach und Andreaskreuzen im Fachwerk, eine bauliche Einheit mit dem Gebäude Hermann-Hesse-Weg 20 und zur Hofschaft Heipertz gehörig                                                                                             |                                                    | 9. Oktober 1984                    | 33              |
| weitere Bilder | Wohnhaus                  | Aufderhöhe Hermann-Hesse-Weg 20 Karte                            | Zweigeschossiges Fachwerkhaus mit Putzsockel und Satteldach, eine bauliche Einheit mit dem Gebäude Hermann-Hesse-Weg 18 und zur Hofschaft Heipertz gehörig |                                                    | 9. Oktober 1984                    | 40              |
| weitere Bilder | Wohnhaus                  | Aufderhöhe Holzhof 24, 26 Karte                                  | Zweigeschossiges Fachwerkhaus, zur Hofschaft Holzhof gehörig |                                                    | 8. Dezember 1986                   | 693             |
| weitere Bilder | Wohnhaus                  | Aufderhöhe Holzhof 28, 30 Karte                                  | Kleiner, teils verputzter Fachwerkhauskomplex mit Anbauten mit verwinkeltem Grundriss, zur Hofschaft Holzhof gehörig |                                                    | 8. Dezember 1986                   | 694             |
| weitere Bilder | Wohnhaus                  | Aufderhöhe Hülsen 8, 10 Karte                                    | Zweigeschossiges Fachwerkwohnhaus mit gelb eingefärbtem Gefache, zur Hofschaft Hülsen gehörig |                                                    | 6. Januar 1987                     | 774             |
| weitere Bilder | Wohnhaus                  | Aufderhöhe Hülsen 17 Karte                                       | Großer, teils verschieferter Fachwerkhauskomplex mit diversen Anbauten, eine bauliche Einheit mit Hülsen 19, 21, 23, 25 und zur Hofschaft Hülsen gehörig |                                                    | 16. Dezember 1986                  | 696             |
| weitere Bilder | Wohnhaus                  | Aufderhöhe Hülsen 19, 21, 23 Karte                               | Großer, teils verschieferter Fachwerkhauskomplex mit Anbauten, eine bauliche Einheit mit Hülsen 17, 25 und zur Hofschaft Hülsen gehörig |                                                    | 8. Dezember 1986                   | 697             |
| weitere Bilder | Wohnhaus                  | Aufderhöhe Hülsen 25 Karte                                       | Großer, teils verschieferter Fachwerkhauskomplex mit diversen Anbauten, eine bauliche Einheit mit Hülsen 17, 19, 21, 23 und zur Hofschaft Hülsen gehörig |                                                    | 16. Dezember 1986                  | 698             |
| weitere Bilder | Wohnhaus                  | Aufderhöhe Hülsen 26 Karte                                       | Kleines, eingeschossiges Fachwerkhaus mit Satteldach, zur Hofschaft Hülsen gehörig |                                                    | 16. Dezember 1986                  | 700             |
| weitere Bilder | Wohnhaus                  | Aufderhöhe Linde 14 Karte                                        | Zweigeschossiges Fachwerkhaus mit Satteldach, zum Hof Linde gehörig |                                                    | 25. Februar 1985                   | 532             |
| weitere Bilder | Wohnhaus                  | Aufderhöhe Linde 16 Karte                                        | Zweigeschossiges Wohnstallhaus in Fachwerkbauweise, zum Hof Linde gehörig |                                                    | 17. Dezember 1986                  | 712             |
| weitere Bilder | Wohnhaus                  | Aufderhöhe Löhdorfer Straße 118 Karte                            | Zweigeschossiges Fachwerkhaus mit Putzsockel und Satteldach, zur Ortslage Greuel gehörig |                                                    | 4. Dezember 1986                   | 647             |
| weitere Bilder | Doppelwohnhaus            | Aufderhöhe Löhdorfer Straße 286, 286a Löhdorfer Straße 288 Karte | Zweigeschossiges Fachwerkdoppelhaus mit Putzsockel und Satteldach, angebaut an Löhdorfer Straße 290 und zur ehemaligen Hofschaft Löhdorf gehörig |                                                    | 5. Januar 1987 6. Januar 1987      | 651 362         |
| weitere Bilder | Wohnhaus mit Nebengebäude | Aufderhöhe Opladener Straße 152 Karte                            | Zweigeschossiges Fachwerkhaus mit seitlich daran angebautem eingeschossigen Nebengebäude in Fachwerkbauweise, zur Hofschaft Rupelrath gehörig |                                                    | 17. August 1987                    | 808             |
| weitere Bilder | Wohnhaus mit Nebengebäude | Aufderhöhe Opladener Straße 154 Karte                            | Zweigeschossiges Fachwerkhaus mit seitlich daran angebautem eingeschossigen Nebengebäude in Fachwerkbauweise, zur Hofschaft Rupelrath gehörig |                                                    | 17. August 1987                    | 808             |
| weitere Bilder | Wohnhaus                  | Aufderhöhe Opladener Straße 158 Karte                            | Zweigeschossiges Fachwerkhaus mit Putzsockel, Andreaskreuzen im Fachwerk und Satteldach, eine bauliche Einheit mit Opladener Straße 158a und 160, zur Hofschaft Rupelrath gehörig                                                                                                  |                                                    | 9. Oktober 1984                    | 70              |
| weitere Bilder | Wohnhaus                  | Aufderhöhe Opladener Straße 158a Karte                           | Zweigeschossiger Fachwerkständerbau mit Putzsockel und Satteldach, eine bauliche Einheit mit Opladener Straße 158 und 160, zur Hofschaft Rupelrath gehörig |                                                    | 9. Oktober 1984                    | 46              |
| weitere Bilder | Wohnhaus                  | Aufderhöhe Opladener Straße 160 Karte                            | Großes, zweigeschossiges Fachwerkhaus mit rechtwinkligem Grundriss und Satteldach, in mehreren Bauphasen erweitert, mit Andreaskreuzen verzierte Fassade und übergiebeltem Eingangsportal, eine bauliche Einheit mit Opladener Straße 158 und 160, zur Hofschaft Rupelrath gehörig |                                                    | 9. Oktober 1984                    | 46              |
| weitere Bilder | Wohnhaus                  | Aufderhöhe Riefnacken 25 Karte                                   | Eingeschossiges, teils verschiefertes Fachwerkhaus mit Satteldach, zur Hofschaft Riefnacken gehörig |                                                    | 16. Dezember 1986                  | 734             |
| weitere Bilder | Wohnhaus                  | Aufderhöhe Riefnacken 27 Karte                                   | Zweigeschossiges, teilweise verschiefertes Fachwerkgiebelhaus mit Satteldach, zur Hofschaft Riefnacken gehörig |                                                    | 16. Dezember 1986                  | 735             |
| weitere Bilder | Wohnhaus                  | Aufderhöhe Riefnacken 37 Karte                                   | Eingeschossiges Fachwerkhaus mit Satteldach, zur Hofschaft Riefnacken gehörig |                                                    | 16. Dezember 1986                  | 736             |
| weitere Bilder | Reinoldi-Kapelle          | Aufderhöhe Rupelrath Karte                                       | Schlichter Saalbau mit Satteldach und kleinem Glockenturm auf der Portalseite | min. 14. Jahrhundert, teilweise umgestaltet (1718) | 16. Dezember 1986                  | 739             |
| weitere Bilder | Wohnhaus                  | Aufderhöhe Rupelrath 10 Karte                                    | Zweigeschossiges, teilweise verschiefertes und verputztes Fachwerkhaus mit Putzsockel und Satteldach, zur Hofschaft Rupelrath gehörig |                                                    | 16. Dezember 1986                  | 737             |
| weitere Bilder | Wohnhaus                  | Aufderhöhe Rupelrath 15 Karte                                    | Eingeschossiger Teil eines Fachwerkdoppelhauses mit teils verschieferter und teils gemauerter Fassade, zur Hofschaft Rupelrath gehörig |                                                    | 21. Januar 1987                    | 724             |
| weitere Bilder | Wohnhaus                  | Aufderhöhe Straßen 4, 6 Karte                                    | Zweigeschossiges Fachwerkhaus mit Putzsockel und Satteldach sowie Nebengebäuden in Fachwerkbauweise, zur Hofschaft Straßen gehörig |                                                    | 19. Dezember 1986                  | 747             |
| weitere Bilder | Wohnhaus                  | Aufderhöhe Straßen 5, 7 Karte                                    | Zweigeschossiges traufenständiges Fachwerkhaus mit hohem Satteldach, zur Hofschaft Straßen gehörig |                                                    | 19. Dezember 1986                  | 746             |
| weitere Bilder | Gaststättengebäude        | Aufderhöhe Uferstraße 49, 51 Karte                               | Zweigeschossiges Schieferhaus mit verwinkeltem Grundriss, zur Hofschaft Hülsen gehörig |                                                    | 6. Januar 1987                     | 784             |
| weitere Bilder | Wohnhaus                  | Aufderhöhe Wiefeldick 12 Karte                                   | Kleines, zweigeschossiges Fachwerkhaus mit quadratischem Grundriss, Putzsockel und Satteldach, zur Hofschaft Wiefeldick gehörig | Mitte 18. Jahrhundert                              | 6. Januar 1987                     | 785             |
| weitere Bilder | Wohnhaus                  | Aufderhöhe Wiefeldick 14, 16 Karte                               | Zweigeschossiges Fachwerkdoppelhaus mit rechteckigem Grundriss, Putzsockel und teils abgewalmtem Satteldach, zur Hofschaft Wiefeldick gehörig | 18. Jahrhundert                                    | 19. Dezember 1986                  | 763             |
| weitere Bilder | Wohnhaus                  | Aufderhöhe Wiefeldick 22 Karte                                   | Zweigeschossiges Fachwerkgiebelhaus mit rechteckigem Grundriss, Putzsockel, verschieferten Giebelfeldern und Satteldach, zur Hofschaft Wiefeldick gehörig | 18. Jahrhundert                                    | 19. Dezember 1986                  | 764             |
| weitere Bilder | Wohnhaus                  | Aufderhöhe Wipperauer Straße 72 Karte                            | Zweigeschossiges, giebelständiges Schieferhaus mit Krüppelwalmdach, zur Hofschaft Gosse gehörig | 19. Jahrhundert                                    | 19. Dezember 1986                  | 768             |
| weitere Bilder | Wohnhaus                  | Aufderhöhe Wipperauer Straße 80, 82 Karte                        | Zweigeschossiges Fachwerktraufenhaus mit Kranzgesims und Satteldach mit verbretterten Giebelfeldern, nach Westen angebaut schmales, eingeschossiges Fachwerkhaus, zur Hofschaft Gosse gehörig                                                                                      | 18. Jahrhundert                                    | 19. Dezember 1986                  | 769             |
| weitere Bilder | Wohnhaus                  | Aufderhöhe Wipperauer Straße 84 Karte                            | Zweigeschossiges Fachwerktraufenhaus mit Satteldach und verbretterten Giebelfeldern, zur Hofschaft Gosse gehörig | 18. Jahrhundert                                    | 30. Dezember 1986                  | 770             |